# Eprint集團
eprint集團有限公司，簡稱eprint集團（英語：eprint Group Limited，港交所：1884），在2001年，由佘紹基（董事長及首席執行官）於香港（總部）成立「保諾時網上印刷有限公司」；2005年成立「寶明印刷有限公司」，其後在2009年成立「photobook1010.com」。
業務在中港和全球經營印刷基礎設施及生產設施。
e-print不斷引入最新的印刷機器，為客戶提供更優質的印刷體驗。
股份在2013年12月3日於港交所主板上市。招股價為0.78至1.08港元之間，公開發行新股為1.25億股，集資額為1.35億港元。
e-print是香港其中一間最大的本地印刷公司，是業內龍頭，在香港自設廠房，印刷多種不同產品，如：卡片 （页面存档备份，存于）、書刊 （页面存档备份，存于）、月曆 （页面存档备份，存于）、海報 （页面存档备份，存于）、宣傳單張 （页面存档备份，存于）、利是封 （页面存档备份，存于）、揮春 （页面存档备份，存于）、獎杯 （页面存档备份，存于）、紙袋 （页面存档备份，存于）…等。
另外，除了傳統接收自來稿件印刷，亦發展了在線設計平台，為沒有設計軟件的用戶，可進行簡單設計，滿足他們的要求。

## 連結
- eprintgroup.com.hk（页面存档备份，存于）
- e-print.com.hk（页面存档备份，存于）
- design-easy.com/（页面存档备份，存于）
- photobook1010.com/（页面存档备份，存于）
- e-invoice.com.hk/
- e-print.my/（页面存档备份，存于）